# Szmaragdówka wierzbówka
Szmaragdówka wierzbówka (Smaragdina salicina) – gatunek chrząszcza z rodziny stonkowatych i podrodziny zmróżek. Zamieszkuje palearktyczną Eurazję.

## Taksonomia
Gatunek ten opisany został po raz pierwszy w 1763 roku przez Giovanniego Antonia Scopoliego pod nazwą Buprestis salicina.

## Morfologia
Chrząszcz o ciele długości od 4,5 do 6,5 mm. Głowa jest czarna z metalicznym połyskiem, czasem z rozmytą plamą czerwonej barwy na wierzchu żuwaczek. Na czole brak jest wyraźnego punktowania, natomiast obecny jest szeroki i głęboki wcisk pośrodkowy. Człony czułków od pierwszego do trzeciego lub czwartego są pomarańczowe lub czerwone, pozostałe zaś czarne. Przedplecze jest jednolicie pomarańczowe do pomarańczowoczerwonego, o zaokrąglonych kątach tylnych. Pokrywy są jednolicie metalicznie zielone lub niebieskie, gęsto, głęboko i stosunkowo grubo punktowane. Odnóża są pomarańczowe do czerwonawych z ciemniejszą nasadą ud ostatniej pary. Odwłok u samicy wyróżnia się od tego u samca obecnością dołeczka na ostatnim sternicie.

## Ekologia i występowanie

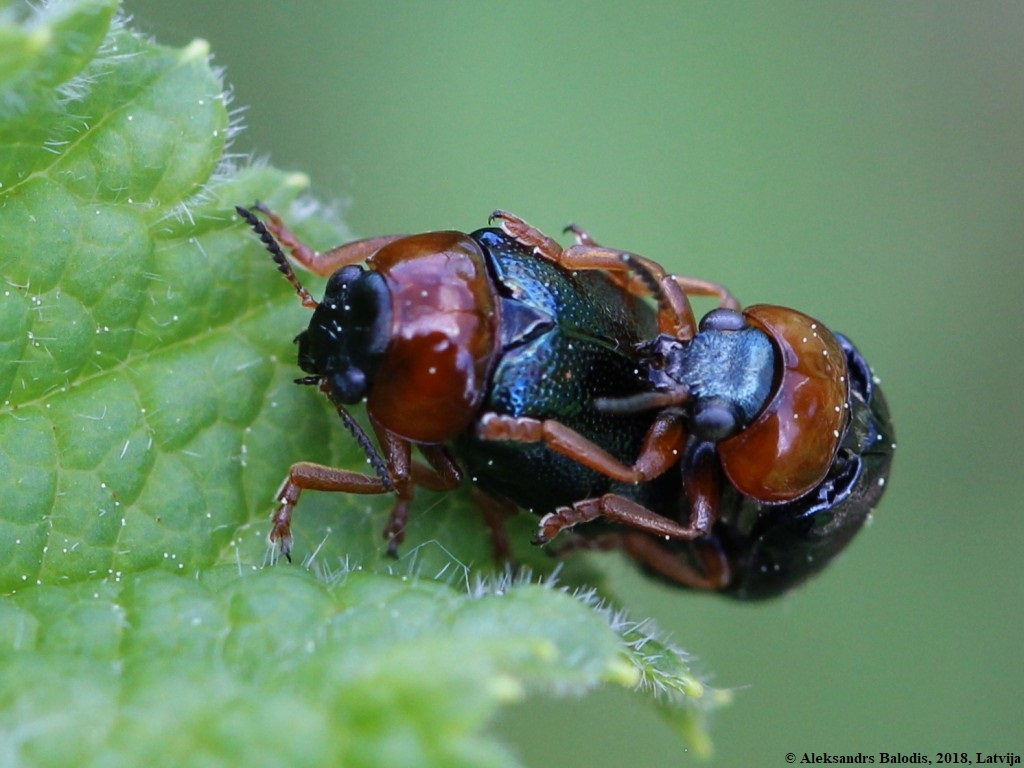
Kopulacja

Owad ten zasiedla skraje lasów, zarośla, wilgotne łąki oraz pobrzeża wód. Osobniki dorosłe są polifagicznymi foliofagami żerującymi na liściach i kwiatach drzew, krzewów i roślin zielnych. Najchętniej żerują na wierzbie iwie, ale wśród ich roślin żywicielskich wymienia się także wierzbę białą, wierzbę kruchą, olchy, derenia świdwę, głogi, leszczyny, śliwę tarninę, koniczyny, konopie siewne, krwawnik pospolity i szczawie. Larwy odżywiają się martwymi liśćmi. Aktywne osobniki dorosłe obserwuje się od kwietnia do lipca.
Gatunek palearktyczny. W Europie znany jest z Hiszpanii, Wielkiej Brytanii, Francji, Belgii, Holandii, Niemiec, Szwajcarii, Austrii, Włoch, Danii, Szwecji, Finlandii, Estonii, Łotwy, Litwy, Polski, Czech, Słowacji, Węgier, Białorusi, Ukrainy, Mołdawii, Rumunii, Bułgarii, Słowenii, Chorwacji, Bośni i Hercegowiny, Serbii, Czarnogóry, Albanii, Macedonii Północnej, Grecji oraz europejskiej części Rosji. W Azji podawany jest z zachodniosyberyjskiej części Rosji, anatolijskiej części Turcji, Gruzji, Armenii, Azerbejdżanu, Kazachstanu i Sinciangu na zachodzie Chin.